# Tommy Czeschin
Thomas E. Czeschin (ur. 15 czerwca 1979 w Mammoth Lakes) – amerykański snowboardzista. Jego najlepszym wynikiem olimpijskim jest 6. miejsce w half-pipe’ie na igrzyskach w Salt Lake City. Na mistrzostwach świata najlepszy wynik uzyskał na mistrzostwach w Berchtesgaden, gdzie zajął 6. miejsce w halfpipe’ie. Najlepsze wyniki w Pucharze Świata osiągnął w sezonie 1998/1999, kiedy to zajął 8. miejsce w klasyfikacji generalnej, a w klasyfikacji halfpipe’a był drugi.
W 2008 r. zakończył karierę.

## Sukcesy

### Igrzyska olimpijskie
| Miejsce | Dzień     | Rok  | Miejscowość    | Konkurencja | Zwycięzca   |
| ------- | --------- | ---- | -------------- | ----------- | ----------- |
| 6.      | 11 lutego | 2002 | Salt Lake City | Halfpipe    | Ross Powers |

### Mistrzostwa Świata
| Miejsce | Dzień       | Rok  | Miejscowość          | Konkurencja | Zwycięzca        |
| ------- | ----------- | ---- | -------------------- | ----------- | ---------------- |
| 15.     | 24 stycznia | 1996 | Lienz                | Halfpipe    | Ross Powers      |
| 6.      | 16 stycznia | 1999 | Berchtesgaden        | Halfpipe    | Ricky Bower      |
| 11.     | 27 stycznia | 2001 | Madonna di Campiglio | Halfpipe    | Kim Christiansen |
| 18.     | 17 stycznia | 2003 | Kreischberg          | Halfpipe    | Markus Keller    |
| 15.     | 22 stycznia | 2005 | Whistler             | Halfpipe    | Antti Autti      |
| 13.     | 20 stycznia | 2007 | Arosa                | Halfpipe    | Mathieu Crepel   |

### Puchar Świata

#### Miejsca w klasyfikacji generalnej
- 1994/1995 – –
- 1995/1996 – –
- 1996/1997 – 81.
- 1998/1999 – 8.
- 1999/2000 – 35.
- 2000/2001 – 40.
- 2001/2002 – –
- 2002/2003 – –
- 2003/2004 – –
- 2004/2005 – –
- 2005/2006 – 80.
- 2006/2007 – 59.
- 2007/2008 – 100.

#### Miejsca na podium
1. Olang – 2 marca 1997 (Halfpipe) – 3. miejsce
2. Tandådalen – 23 listopada 1998 (Halfpipe) – 1. miejsce
3. Mount Bachelor – 16 grudnia 1998 (Halfpipe) – 2. miejsce
4. Mont-Sainte-Anne – 31 stycznia 1999 (Halfpipe) – 2. miejsce
5. Park City – 6 lutego 1999 (Halfpipe) – 2. miejsce
6. Asahikawa – 14 lutego 1999 (Halfpipe) – 3. miejsce
7. Naeba – 20 lutego 1999 (Halfpipe) – 2. miejsce
8. Tignes – 28 listopada 1999 (Halfpipe) – 2. miejsce
9. Tandådalen – 29 stycznia 2000 (Halfpipe) – 1. miejsce
10. Park City – 4 marca 2000 (Halfpipe) – 1. miejsce
11. Sapporo – 18 lutego 2001 (Halfpipe) – 2. miejsce
12. Asahikawa – 25 lutego 2001 (Halfpipe) – 1. miejsce
13. Whistler – 7 grudnia 2001 (Halfpipe) – 1. miejsce
14. Sapporo – 1 marca 2003 (Halfpipe) – 2. miejsce
15. Sapporo – 2 marca 2003 (Halfpipe) – 3. miejsce
16. Lake Placid – 11 marca 2006 (Halfpipe) – 1. miejsce
17. Lake Placid – 10 marca 2007 (Halfpipe) – 2. miejsce

- W sumie 6 zwycięstw, 8 drugich i 3 trzecie miejsca.